# EcoRI

EcoRI切位。

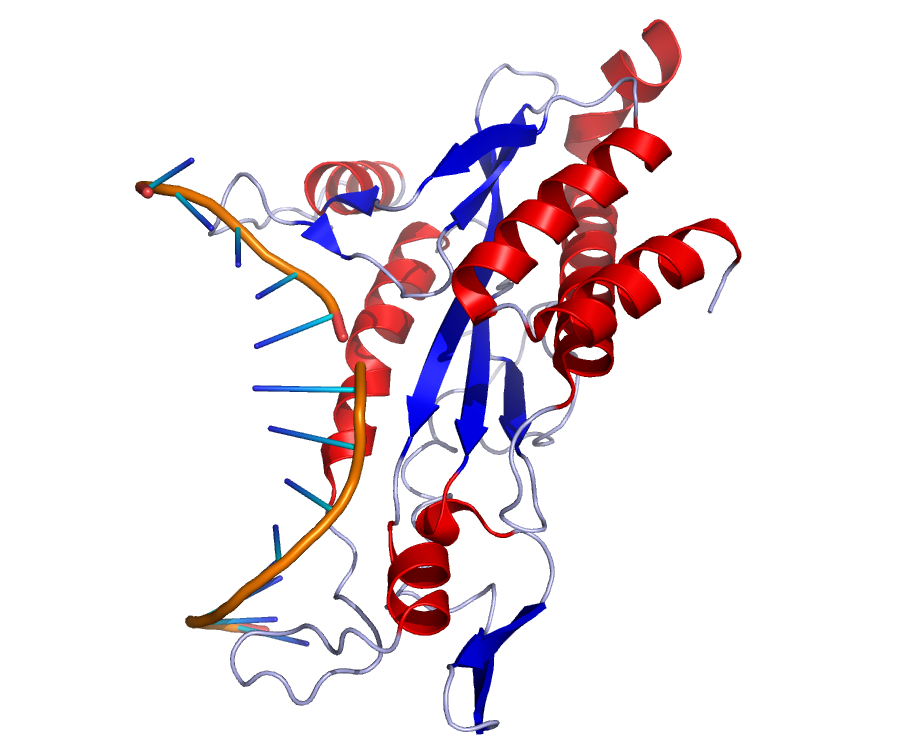
EcoRI分子晶體結構圖，左側是橙色與綠色部分是DNA鏈。

EcoRI（「I」是羅馬數字「1」）是一種核酸酶，來自某些特定品系的大腸桿菌（E. coli，也是其名稱由來），是此種細菌體內參與限制修飾系統的酵素。
在分子生物學或其他分子層次的生物學研究上，EcoRI是一種常用的限制酶，可將特定序列的DNA切割成片段，切割後的小片段端點為5'端突出的黏狀末端。

## 外部連結
- Restriction Enzyme Digestion of Plasmid DNA（页面存档备份，存于）
- 醫學主題詞表（MeSH）：Eco-RI